# Schusslinie

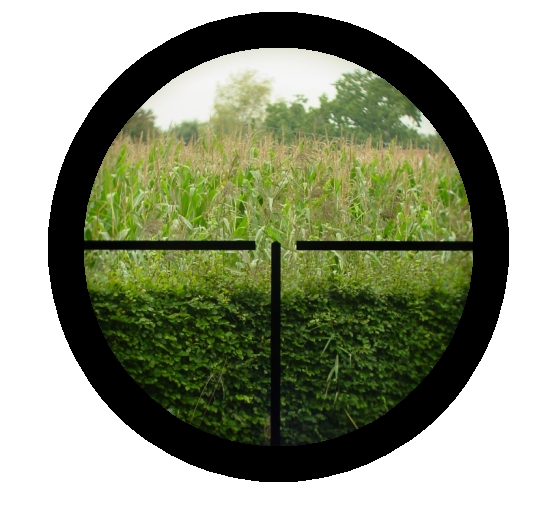
Schusslinie in einem Zielfernrohr

Die Schusslinie ist ein militärtechnischer Begriff, der auch im übertragenen Sinn verwendet wird.

## Technik
Die Schusslinie ist im konkreten Sinn eine Markierung im Inneren eines Zielfernrohres zum Zweck des Absehens.

## Militärische Bedeutung
Im weiteren Sinn wird Schusslinie als gedachte Linie verstanden, auf der sich ein Projektil zwischen dem Abschusspunkt und dem Ziel bewegt.
In der Simmeringer Haide, einer Stadtteil im Wiener Gemeindebezirk Simmering, erinnert eine Straße namens Schußlinie an einen Schießplatz, der sich früher an dieser Stelle befand. Der Weg verlief parallel zur Schussrichtung.

## Übertragene Bedeutung
Als Redewendung ist der Satz „in die Schusslinie geraten“ gebräuchlich. Gemeint ist damit, dass man unbeabsichtigt und unerwartet in eine Situation heftiger Kritik von anderer Seite gerät.
In seiner ursprünglichen Bedeutung ist die Darstellung einer Person, die unbeteiligt verletzt oder getötet wird, häufig in Westernfilmen wiederzufinden. So wird zum Beispiel in dem Film Doc West – Nobody ist zurück ein Junge von einer Pistolenkugel getroffen, weil er den Protagonisten des Films retten will.